# 宋任穷
宋任穷（1909年7月11日—2005年1月8日），原名宋韵琴，湖南浏阳人。中华人民共和国开国上将，中国共产党、中华人民共和国政治人物，原副国级领导人。曾任中国共产党中央顾问委员会副主任、中共中央书记处书记、中共中央组织部部长、中央政治局委员、全国政协副主席等要职。
宋任穷早年参加秋收起义，并参与中央工农红军历次反围剿战役，任红五军团三十八师政委、十三师政委等职位，率部参加长征，并任中央纵队干部团政委。抵达陕北后，担任红二十八军政委，与刘志丹参加东征。抗日战争期间，他担任八路军129师政训处副主任、政治部副主任、冀南军区司令员、政委，率部参加百团大战。第二次国共内战时期，任晋冀鲁豫军区政治部副主任、晋冀鲁豫野战军第二纵队政委、晋冀鲁豫中央局组织部部长。
中华人民共和国成立后，任第二野战军第四兵团政委、首任中共云南省委第一书记，云南省军区政委、西南军区副政委。随后进入中央，任中共中央组织部副部长、解放军总干部部第一副部长、第三机械工业部部长，负责中华人民共和国原子能事业的开拓工作。随后担任中共中央东北局第一书记、沈阳军区第一政委。文化大革命期间受到迫害，之后担任中共中央组织部部长，负责拨乱反正工作。中共十二大上，当选为中央政治局委员，并先后担任中央顾问委员会委员、常委、副主任，被认为是邓小平主政时期的「中共八大元老」之一。

## 生平

### 早年岁月
大清宣統元年五月二十四日（1909年7月11日）出生于湖南省浏阳县一个贫苦农民家庭。1926年加入中国共产主义青年团，同年底转为中国共产党党员。1926年，宋任穷先后担任浏阳县冲和区农民协会委员长、区党委宣传委员兼共青团区特支书记。次年，任浏阳县工农义勇军第四团第二中队党代表，参加秋收起义。部队经三湾改编后，跟随毛泽东抵达井冈山，随后接连担任红四军第三纵队连政治委员、红十二军三十五师一零四团政委、四十四师一三零团政委，参加中央红军五次反围剿战役。宁都暴动后，任红五军团三十八师政委、十三师政委、五军团政治部地方工作部部长。
1934年，参加长征，任中央纵队干部团政委，与陈赓一同率领干部团掩护中央军委强渡乌江、攻占遵义城等战役。次年5月，率部占领金沙江要渡口皎平渡，掩护红一方面军渡过金沙江。同年6月，红一方面军和红四方面军会师，干部团先后改编成红军学校特科团、随营学校、红军学校，宋任穷任政治委员。红军抵达陕北后，他担任红二十八军政委，同军长刘志丹参与东征。刘志丹阵亡后，宋任穷接替任二十八军军长。1937年，任援西军政治部组织部部长、政治部主任。 

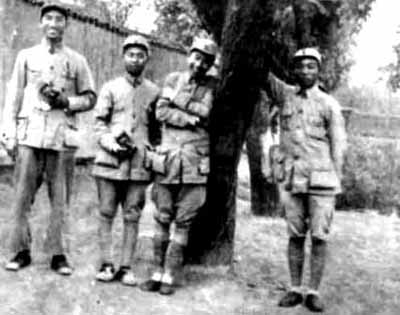
1938年，八路军东进抗日挺进纵队负责人在河北南宫合影，左起为徐向前、符竹庭、宋任穷、肖华

### 抗日战争
抗日战争爆发后，宋任穷任八路军129师政训处副主任、政治部副主任。1938年3月，率骑兵团和一个独立支队奔赴冀南，开辟平原抗日根据地。历任八路军东进纵队政委，冀南军区司令员、政委，冀南区党委书记，冀南行政公署副主任、主任等职，期间先后光复广宗、平乡、永年、肥乡等县城。1940年，与陈再道率冀南部队十个团参加百团大战，主攻德西铁路东段。随后，指挥部队进行反扫荡战争。1943年8月，任129师副政委、代理政治部主任。1944年，担任冀鲁豫军区司令员、代理政委，冀鲁豫分局（平原分局）组织部部长、代理书记。1945年，在中共七大上当选中央候补委员。

### 解放战争

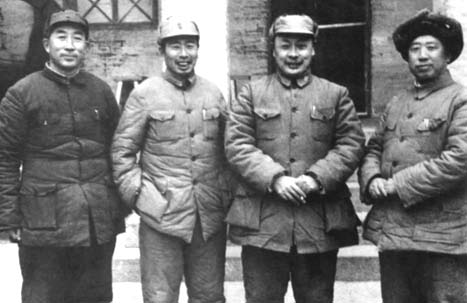
1947年12月，薄一波、宋任穷、陈毅、滕代远合影

第二次国共内战时期，宋任穷任晋冀鲁豫军区政治部副主任、晋冀鲁豫野战军第二纵队政委，参与邯郸战役。1946年6月，任晋冀鲁豫中央局常委、组织部部长。1948年5月，任中共中央中原局委员、豫皖苏中央分局书记兼豫皖苏军区政治委员，并兼任华东野战军第三副政委。参与组织淮海战役。1949年2月，任中共安徽省委书记、省政府主席、军区政委，负责后方支援渡江战役。4月，任南京市委副书记、南京市军管会副主任，协助刘伯承进行接管工作。同年6月，成立了中国人民解放军西南服务团，宋任穷任团长，率部经河南、湖南，挺进西南。

### 建国初期

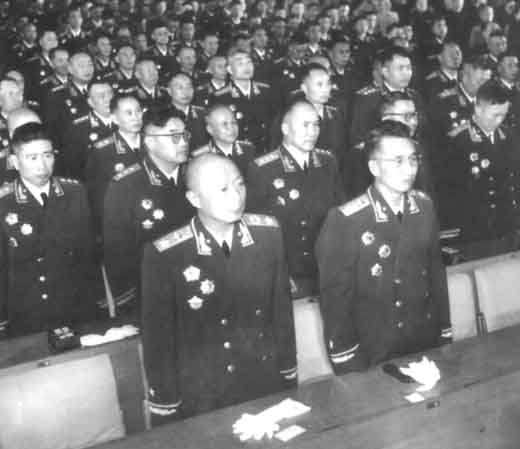
1955年授勋大会，二排左一为宋任穷

中华人民共和国成立后，宋任穷任第二野战军第四兵团政委、中共云南省委第一书记，云南省军区政委、西南军区副政委，与陈赓一起进军云南，负责制定当地的民族政策。1952年7月，任西南局第一副书记、西南军政委员会副主席。1954年，宋任穷进入中央，任中共中央副秘书长、中共中央组织部副部长（未到职）、解放军总干部部第一副部长，协助罗荣桓主持军委总干部部工作，并参与评定军衔工作。1955年，被授予上将军衔，获一级八一勋章、一级独立自由勋章、一级解放勋章。1956年11月，任第三机械工业部（后改为第二机械工业部）部长，为中国原子能产业的主要领导负责者。1960年，宋任穷任中共中央东北局第一书记、沈阳军区第一政委，参与指挥三年困难时期后的经济复苏、大庆油田开发、北大荒开垦。文化大革命期间，受到迫害。

### 改革开放
1977年10月，宋任穷任第七机械工业部部长、党组书记。1978年12月，任中共中央组织部部长，期间负责落实干部政策、平反冤假错案等。1982年底，基本上完成了文化大革命中230万名干部的复查平反工作，并对涉及120多万人的历史错误结论进行了复查。1980年2月，当选为中共中央书记处书记。1982年中共十二大上，当选为中央政治局委员，1985年，联同邓颖超、王震等，不再担任中央政治局委员、中央委员，随后转任中央顾问委员会委员、常委、副主任。1992年10月19日，83岁的宋任穷在中共十四大撤销中央顾问委员会后退休。其後一直担任中国排球协会名誉主席。
宋任穷是中共第七届中央候补委员，第八届中央委员、中央政治局候补委员，第十一届中央委员、中央书记处书记，第十二届中央委员、中央政治局委员，中国人民政治协商会议第四、五届全国委员会副主席。

### 逝世
2005年1月8日上午9时50分，宋任穷在北京逝世，享年96岁（满95周岁）。
中共官方评价他为：「中国共产党的优秀党员、
伟大的共产主义战士、杰出的无产阶级革命家、我党政治工作的卓越领导人。」

## 著作
- 《宋任穷回忆录》， 解放军出版社 1994-10
- 《宋任穷回忆录续集》，解放军出版社 1996-08
- 《宋任穷云南工作文集》，中央文献出版社 2006-10
- 《宋任穷纪念文集》，中央文献出版社 2006-09。纪念文集的主要内容，分三部分。
  - 第二部分“宋任穷文稿选辑”，收录宋任穷同志的文章、讲话、报告、书信50余篇，主要根据宋任穷同志在中国革命和建设不同历史阶段战斗和工作的情况分为若干专题排列。

## 家庭
宋任穷出身贫困家庭，且在家排行最小，上有三个哥哥与一个姐姐。其大哥在马日事变后被杀，二哥是因患胸膜炎病逝，他因受两位哥哥影响而参加革命。宋任穷妻子钟月林（1915年9月26日－2009年8月3日），两人於长征前相识，1935年在抵达陕北后，经邱一涵介绍两人结婚，此后两人相伴共七十年。
- 长子宋克荒，曾任全国人大外事委员会办公室副主任。

- 长女宋勤，曾任中国煤炭工业进出口集团公司党委书记。
- 次女宋彬彬，因1966年8月18日为毛泽东带上红卫兵袖章而知名，[25]后定居美国并加入美国籍。
- 三女宋珍珍，嫁给中共元老陈云之子陈方（后离婚），后定居美国并加入美国籍。
- 四女宋云扬，后定居美国。
- 次子宋京波
- 五女宋月飞
- 六女宋昭昭，后定居美国并加入美国籍。